# Juvaincourt
Juvaincourt là một xã, nằm ở tỉnh Vosges trong vùng Grand Est của Pháp. Xã này có diện tích 8,82 kilômét vuông, dân số năm 1999 là 164 người. Xã này nằm ở khu vực có độ cao trung bình 305 m trên mực nước biển.
Dân địa phương tiếng Pháp gọi là Juvaincurtiens.

## Biến động dân số
| 1962                                         | 1968 | 1975 | 1982 | 1990 | 1999 |
| -------------------------------------------- | ---- | ---- | ---- | ---- | ---- |
| 197                                          | 200  | 195  | 189  | 178  | 164  |
| Số liệu từ năm 1962: Dân số không tính trùng |      |      |      |      |      |